# Sentier Josémont
Le sentier Josémont est un sentier de randonnée français situé à La Réunion, sur le territoire de la commune de Sainte-Rose. Il parcourt la plaine des Sables au cœur du parc national de La Réunion.

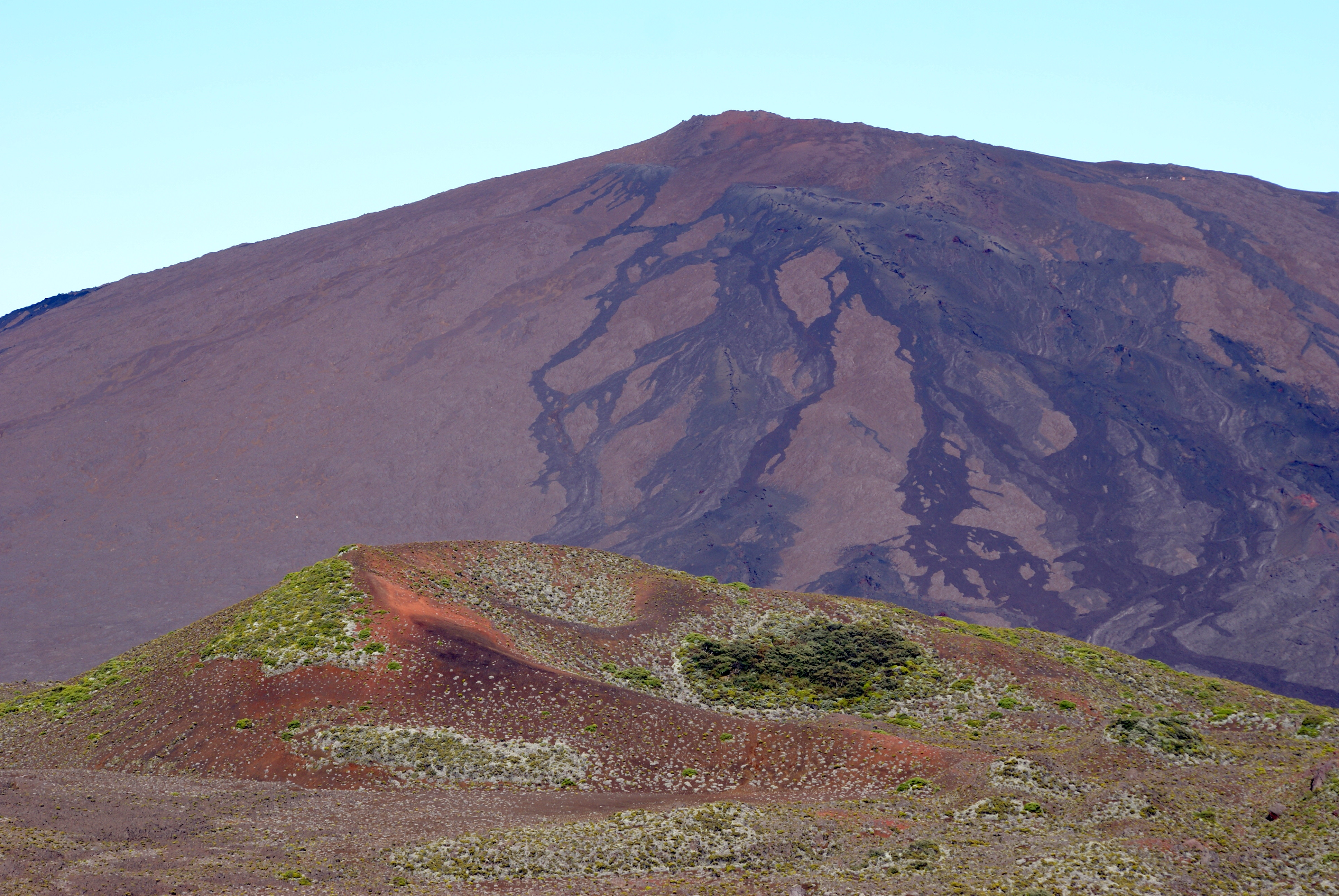
Au premier plan le Piton rouge, à proximité du sentier Josémont (au second plan, le Piton de la Fournaise)

Il est nommé en hommage à Josémont Lauret, un guide qui est mort en octobre 1887 alors qu'il tentait de secourir des randonneurs égarés.